# Antonio Azpiri
Antonio Azpiri, más conocido como El León de las Canchas, fue un futbolista y entrenador mexicano. Fue campeón de la Temporada 1932-1933 junto con sus compañeros Ernesto Pauler, Gumercindo López, Marcial Ortiz, Guillermo Ortega, Ignacio Ávila, Vicente García, Julio Lores, José Ruvalcaba, Lorenzo Camarena y Luis "Pichojos" Pérez, jugando la final contra el Atlante, con resultado final de 9-0 a favor del Necaxa. Fue también entrenador del Necaxa.

## Clubes
- Club Necaxa